# Credit Scoring
Credit Scoring är en standardiserad metod för kreditprövning.
Kreditgivare som banker, men även näringsidkare som säljer varor på avbetalning eller säljer prenumerationer/abonnemang använder ofta Credit Scoring som hjälpmedel vid en bedömning av en kunds kredit- eller betalningsförmåga. Credit Scoring är ett system som bygger på att ett antal uppgifter – exempelvis om ålder, kön, nationalitet, bostadsort, inkomst, betalningsanmärkningar, antal förfrågningar om kredit med mera – hämtas från olika databaser och samkörs i en dator utifrån en matematisk modell. Detta leder sedan fram till en rekommendation om kunden kan bli godkänd. I Sverige finns idag ingen direkt lagstiftning om vilka uppgifter man får använda.  Credit Scoring modeller och beräkningar ägs eller tillhör ett kreditupplysningsföretag. Credit Scoring-poängen är inte tillgänglig för personen ifråga som övrig information som ett kreditupplysningsföretag hanterar.